# Sierola
Sierola – rodzaj błonkówek z rodziny płaszczykowatych i podrodziny Bethylinae. Obejmuje ponad 280 opisanych gatunków.

## Morfologia
Głowa jest zaopatrzona w dobrze rozwinięte oczy złożone oraz przyoczka. Czułki mają biczyki zbudowane z jedenastu członów. Aparat gębowy cechuje się krótkimi i grubymi żuwaczkami o czterech ostrych zębach wierzchołkowych oraz czteroczłonowymi głaszczkami szczękowymi. Przedplecze ma tylny brzeg grzbietowej powierzchni pośrodku odgięty. Mezosoma zawsze pozbawiona jest notaulusów.  Mezopleury nie są uwydatnione. Skrzydło przedniej pary dysponuje dużymi i wyraźnymi prestigmą i pterostygmą. W jego użyłkowaniu występuje zwykle pięć komórek zamkniętych: R, 1Cu, C, 1M oraz 2R1; ta ostatnia jest długa i ma prawie trójkątny kształt, będąc zamkniętą przez ostro, kątowo zagięty sektor radialny. U niektórych gatunków, zwłaszcza australijskich, komórka 2R1 jest jednak wąsko, a nawet przeciętnie szeroko otwarta. Kompleks metapektalno-propodealny cechuje się brakiem szwu metapostnotalno-propodealnego oraz brakiem listewki środkowej.

## Ekologia i występowanie
Owady te są zewnętrznymi parazytoidami gąsienic motyli z rodzin: molowatych, trociniarkowatych, kibitnikowatych, skośnikowatych, wachlarzykowatych, Batrachedridae, Olethreutidae i Cosmopterygidae. Istnieje także wymagające potwierdzenia doniesienie o atakowaniu przez nie larw muchówek z rodziny pryszczarkowatych.
Rodzaj o rozmieszczeniu cyrkumpacyficznym, przy czym zdecydowana większość gatunków to endemity Hawajów.

## Taksonomia
Takson ten wprowadzony został w 1881 roku przez Petera Camerona. Gatunkiem typowym jest Sierola testaceipes. Według wyników analiz filogenetycznych Magna S. Ramosa i Celsa O. Azevedy z 2020 roku oraz  Diega N. Barbosy i Gabriela A.R. Melo z 2023 roku omawiany rodzaj zajmuje pozycję siostrzaną dla kladu obejmującego rodzaje Bethylus i Afrobethylus. Zapis kopalny rodzaju sięga górnego eocenu.
Do rodzaju tego zalicza się ponad 280 opisanych gatunków:

- Sierola abusa Fullaway, 1920
- Sierola acuta Fullaway, 1920
- Sierola adamsoni Fullaway, 1934
- Sierola adumbrata Fullaway, 1920
- Sierola affinis Fullaway, 1920
- Sierola agens Fullaway, 1920
- Sierola akahikina Magnacca, 2020
- Sierola alala Magnacca, 2020
- Sierola alba Magnacca, 2020
- Sierola alelo Magnacca, 2020
- Sierola amica Fullaway, 1920
- Sierola anemophila Fullaway, 1920
- Sierola angulata (Muesebeck, 1933)[2]
- Sierola angustata Fullaway, 1920
- Sierola aniani Magnacca, 2020
- Sierola anthracina Fullaway, 1920
- Sierola arida Fullaway, 1920
- Sierola aristoteliae Fullaway, 1920
- Sierola armata Fullaway, 1920
- Sierola arpactes Magnacca, 2020
- Sierola aspera Fullaway, 1920
- Sierola atra Fullaway, 1920
- Sierola aucta Fullaway, 1920
- Sierola auwae Magnacca, 2020
- Sierola balteata Magnacca, 2020
- Sierola batrachedrae Fullaway, 1920
- Sierola beardsleyi Magnacca, 2020
- Sierola bella Fullaway, 1920
- Sierola berryae Ward, 2013
- Sierola bicolor Fullaway, 1920
- Sierola blackburni Fullaway, 1920
- Sierola bounites Magnacca, 2024[6]
- Sierola brevicaputa Wang, He et Chen, 2021[7]
- Sierola brevicauda Fullaway, 1920
- Sierola breviceps Fullaway, 1920
- Sierola brevicornis Fullaway, 1920
- Sierola bridwelli Fullaway, 1920
- Sierola brunnea Fullaway, 1920
- Sierola brunneipennis Fullaway, 1920
- Sierola brunneipes Fullaway, 1920
- Sierola brunneiventris Fullaway, 1920
- Sierola bryani Fullaway, 1934
- Sierola callida Fullaway, 1920
- Sierola canuta Magnacca, 2020
- Sierola capuana Fullaway, 1920
- Sierola carinata Fullaway, 1920
- Sierola celeris Fullaway, 1920
- Sierola centralis Magnacca, 2020
- Sierola citripoda Magnacca, 2020
- Sierola collaris Ashmead, 1901
- Sierola compacta Fullaway, 1920
- Sierola concava Magnacca, 2020
- Sierola conspicua Fullaway, 1920
- Sierola cookei Fullaway, 1934
- Sierola croceipes Fullaway, 1920
- Sierola cryptophlebiae Fullaway, 1920
- Sierola curiosa Fullaway, 1920
- Sierola curvata Magnacca, 2020
- Sierola curvignatha Fullaway, 1920
- Sierola danimalis Magnacca, 2020
- Sierola depressa Fullaway, 1920
- Sierola depressella Fullaway, 1920
- Sierola dichroma Perkins, 1910
- Sierola discoides Magnacca, 2020
- Sierola distincta Fullaway, 1920
- Sierola distinguenda Fullaway, 1920
- Sierola dysmica Magnacca, 2024[6]
- Sierola ehrhorni Fullaway, 1920
- Sierola emarginata Fullaway, 1920
- Sierola epagogeana Fullaway, 1920
- Sierola eucrena Fullaway, 1920
- Sierola extensa Magnacca, 2020
- Sierola femoralis Magnacca, 2020
- Sierola flavicornis Fullaway, 1920
- Sierola flavipennis Fullaway, 1920
- Sierola flavipes Fullaway, 1920
- Sierola flavocollaris Ashmead, 1901
- Sierola fossulata Fullaway, 1920
- Sierola freycinetiae Fullaway, 1934
- Sierola fuliginosa Fullaway, 1920
- Sierola fusca Fullaway, 1920
- Sierola fuscipennis Fullaway, 1920
- Sierola fuscipes Fullaway, 1920
- Sierola giffardi Fullaway, 1920
- Sierola gilbertae Ward, 2013
- Sierola glabra Fullaway, 1920
- Sierola gracilariae Fullaway, 1920
- Sierola gracilis Fullaway, 1920
- Sierola gracillima Fullaway, 1920
- Sierola granulosa Magnacca, 2020
- Sierola gregoryi Fullaway, 1934
- Sierola halona Magnacca, 2020
- †Sierola hastata Sorg, 1988
- Sierola hauwahine Magnacca, 2020
- Sierola heterochroma Magnacca, 2020
- Sierola hiiaka Magnacca, 2020
- Sierola hillebrandi Fullaway, 1920
- Sierola hirsuta Fullaway, 1920
- Sierola hirticeps Fullaway, 1920
- Sierola hivaoaensis Fullaway, 1934
- Sierola holomelaena Fullaway, 1920
- Sierola hookahi Magnacca, 2020
- Sierola houdiniae Magnacca, 2019[8]
- Sierola hualala Magnacca, 2020
- Sierola huapoo Magnacca, 2020
- Sierola huikau Magnacca, 2020
- Sierola humilis Fullaway, 1920
- Sierola idae Magnacca, 2024[6]
- Sierola ihulena Magnacca, 2020
- Sierola illingworthi Fullaway, 1920
- Sierola imparata Fullaway, 1920
- Sierola incita Fullaway, 1920
- Sierola incomitata Magnacca, 2024[6]
- Sierola indecora Fullaway, 1920
- Sierola jamiei (Ward, 2013)[2]
- Sierola kaala Fullaway, 1920
- Sierola kaalensis Fullaway, 1920
- Sierola kaduana Fullaway, 1920
- Sierola kahuku Magnacca, 2020
- Sierola kalihiensis Fullaway, 1920
- Sierola kamani Magnacca, 2020
- Sierola kauaiensis Ashmead, 1901
- Sierola kauensis Fullaway, 1920
- Sierola kaumuohona Fullaway, 1920
- Sierola kawala Magnacca, 2020
- Sierola kepau Magnacca, 2020
- Sierola kikiwi Magnacca, 2020
- Sierola kilauea Fullaway, 1920
- Sierola kilohana Magnacca, 2020
- Sierola koa Fullaway, 1920
- Sierola koebelei Fullaway, 1920
- Sierola kolea Magnacca, 2020
- Sierola koloa Magnacca, 2020
- Sierola komohana Magnacca, 2020
- Sierola konana Fullaway, 1920
- Sierola koolauensis Fullaway, 1920
- Sierola kumene Magnacca, 2020
- Sierola kumumu Magnacca, 2020
- Sierola kunihi Magnacca, 2020
- Sierola lacessita Fullaway, 1920
- Sierola langfordi Fullaway, 1920
- Sierola lanihuliana Fullaway, 1920
- Sierola lapuu Magnacca, 2020
- Sierola lata Fullaway, 1920
- Sierola lateralis Magnacca, 2020
- Sierola laticeps Fullaway, 1920
- Sierola laupapa Magnacca, 2020
- Sierola lebronnecii Fullaway, 1934
- Sierola leiocephala Magnacca, 2020
- Sierola leleji Wang, He et Chen, 2021[7]
- Sierola lepida Fullaway, 1920
- Sierola leuconeura Blackburn et Cameron, 1886
- Sierola levigata Fullaway, 1920
- Sierola levis Fullaway, 1920
- Sierola limatulifascia Wang, He et Chen, 2021[7]
- Sierola localis Fullaway, 1920
- Sierola longicaudata Fullaway, 1920
- Sierola longiceps Fullaway, 1920
- Sierola longicornis Fullaway, 1920
- Sierola longiseta Magnacca, 2024[6]
- Sierola lucyae Ward, 2013
- Sierola lugens Fullaway, 1920
- Sierola luteipes Fullaway, 1920
- Sierola magna Fullaway, 1920
- Sierola mahiai Magnacca, 2020
- Sierola mahoe Magnacca, 2020
- Sierola makaha Magnacca, 2020
- Sierola malino Magnacca, 2020
- Sierola mandibularis Fullaway, 1920
- Sierola mandibulata Fullaway, 1920
- Sierola manoa Fullaway, 1920
- Sierola manono Magnacca, 2020
- Sierola mauiensis Fullaway, 1920
- Sierola megalognatha Fullaway, 1920
- Sierola megalops Fullaway, 1920
- Sierola minuscula Fullaway, 1920
- Sierola minuta Fullaway, 1920
- Sierola molokaiensis Ashmead, 1901
- Sierola montana Fullaway, 1920
- Sierola monticola Blackburn et Cameron, 1886
- Sierola muiri Fullaway, 1920
- Sierola mumfordi Fullaway, 1934
- Sierola nemorensis Fullaway, 1920
- Sierola neoarmata Magnacca, 2020
- Sierola newelli Fullaway, 1920
- Sierola nigra Fullaway, 1920
- Sierola nigrans Fullaway, 1920
- Sierola nigrescens Fullaway, 1920
- Sierola nigrita Fullaway, 1920
- Sierola nihopeku Magnacca, 2020
- Sierola nitens Fullaway, 1920
- Sierola nitida Fullaway, 1920
- Sierola notabilis Fullaway, 1920
- Sierola nubila Fullaway, 1920
- Sierola nuda Fullaway, 1920
- Sierola nuku Magnacca, 2020
- Sierola oahuensis Ashmead, 1901
- Sierola obscura Fullaway, 1920
- Sierola olena Magnacca, 2020
- Sierola olinda Fullaway, 1920
- Sierola olympiana Fullaway, 1920
- Sierola ooumuana Fullaway, 1934
- Sierola opaeula Fullaway, 1920
- Sierola opogonae Fullaway, 1920
- Sierola osborni Fullaway, 1920
- Sierola pakela Magnacca, 2020
- Sierola pano Magnacca, 2020
- Sierola peleana Fullaway, 1920
- Sierola peleleu Magnacca, 2020
- Sierola pembertoni Fullaway, 1920
- Sierola perkinsi Fullaway, 1920
- Sierola perottetiae Fullaway, 1920
- Sierola phillipensis Magnacca, 2024[6]
- Sierola philodoriae Fullaway, 1920
- Sierola picea Fullaway, 1920
- Sierola pilifera Fullaway, 1920
- Sierola pilosa Fullaway, 1920
- Sierola pipturi Magnacca, 2020
- Sierola planiceps Fullaway, 1920
- Sierola poepoe Magnacca, 2020
- Sierola polita Fullaway, 1920
- Sierola poohiwi Magnacca, 2020
- Sierola proxima Fullaway, 1920
- Sierola psaliphora Magnacca, 2020
- Sierola pubescens Fullaway, 1920
- Sierola puiwa Magnacca, 2020
- Sierola pulchra Fullaway, 1920
- Sierola punctata Fullaway, 1920
- Sierola puuwaawaa Fullaway, 1920
- Sierola pygmaea Fullaway, 1920
- Sierola quadriceps Fullaway, 1920
- Sierola robusta Fullaway, 1920
- Sierola rocki Fullaway, 1920
- Sierola rostrata Magnacca, 2020
- †Sierola rovniana Ramos et Azevedo, 2014
- Sierola rufignatha Fullaway, 1920
- Sierola rufomandibulata Fullaway, 1920
- Sierola rugiventris Magnacca, 2020
- Sierola rugulosa Fullaway, 1920
- Sierola scoriacea Fullaway, 1920
- Sierola seminigra Fullaway, 1920
- Sierola sericea Fullaway, 1920
- Sierola setosa Fullaway, 1920
- Sierola sima Fullaway, 1920
- Sierola similaris Fullaway, 1920
- Sierola similis Fullaway, 1920
- Sierola sinensis Fullaway, 1920
- Sierola spicata Fullaway, 1920
- Sierola streblognatha Fullaway, 1920
- Sierola striata Fullaway, 1920
- Sierola subcrispa Fullaway, 1920
- Sierola suttoniae Fullaway, 1920
- Sierola swezeyi Fullaway, 1920
- Sierola tahuataensis Fullaway, 1934
- Sierola tantalea Fullaway, 1920
- Sierola tauraaiana Fullaway, 1934
- Sierola tenebriosa Fullaway, 1920
- Sierola tenuiceps Fullaway, 1920
- Sierola tenuis Fullaway, 1920
- Sierola testaceipes Cameron, 1881
- Sierola thorpei Magnacca, 2019[8]
- Sierola timberlakei Fullaway, 1920
- Sierola tuberculata Fullaway, 1920
- Sierola tumidoventris Fullaway, 1920
- Sierola uhiwai Magnacca, 2020
- Sierola urerae Magnacca, 2020
- Sierola usitata Fullaway, 1920
- Sierola vestita Fullaway, 1920
- Sierola vetusta Fullaway, 1920
- Sierola vibrissata Ward, 2013
- Sierola vicina Magnacca, 2020
- Sierola vitiensis Fullaway, 1920
- Sierola volcanica Fullaway, 1920
- Sierola vulcana Fullaway, 1920
- Sierola waianaeana Fullaway, 1920
- Sierola weawea Magnacca, 2020
- Sierola wehe Magnacca, 2020
- Sierola welau Magnacca, 2020
- Sierola willardi Fullaway, 1920
- Sierola williamsi Fullaway, 1920
- Sierola xanthodera Magnacca, 2020
- Sierola yoshimotoi Magnacca, 2020